# Parasomnie
Parasomnie is een verzamelwoord voor veel slaapstoornissen. Lijders aan parasomnie vertonen ongewoon gedrag tijdens het slapen; ze doen iets onverwachts waardoor het lijkt alsof ze wakker zijn, zoals slaapwandelen. De slaper heeft tijdens het slapen geen enkel benul van wat hij doet. De symptomen van parasomnieën zijn de gebruikelijke symptomen van chronisch slaapgebrek, zoals slaperigheid overdag, prikkelbaarheid, stemmingswisselingen en een verminderd inschattingsvermogen.
Parasomnie betekent letterlijk verkeerde slaap. Para heeft in het Grieks veel betekenissen, maar in dit geval betekent het "verkeerd";  somnus is Latijn voor slaap. 